# پولک بینی-پوزه‌ای
در خزندگان، پولک بینی-پوزه‌ای (به انگلیسی: Nasorostral scale)، یک پولک بزرگ‌شده و معمولاً جفت شده‌است که درست در پشت پولک پوزه‌ای (و جلوی پولک بینی) قرار دارد.